# Dumfries and Galloway
Dumfries and Galloway är en av Skottlands kommuner. Kommunen gränsar mot South Ayrshire, East Ayrshire, South Lanarkshire och Scottish Borders samt Cumbria i England. Den ligger norr om Solway Firth och öster om Irländska sjön.
Kommunen täcker de traditionella grevskapen Wigtownshire, Kirkcudbrightshire och Dumfriesshire. Kurkcudbrightshire och Wigtownshire utgör tillsammans området Galloway.
Dumfries and Galloway upprättades som en region år 1975 med distrikten Annandale and Eskdale, Nithsdale, Stewartry och Wigtown. Dessa distrikt avskaffades år 1996 då regionen ombildades till en kommun.

## Orter
- Ae, Annan
- Beattock
- Caerlaverock, Cairnryan, Carsphairn, Castle Douglas, Castle Kennedy, Creetown
- Dalbeattie, Dalton, Drumlanrig, Drummore, Dumfries
- Ecclefechan, Eskdalemuir
- Gatehouse of Fleet, Glenluce, Gretna Green
- Kirkcolm, Kirkcudbright
- Langholm, Lochmaben, Lockerbie
- Moffat, Moniaive, Mull of Galloway
- New Abbey, New Galloway, New Luce, Newton Stewart
- Portpatrick
- Ruthwell
- Sanquhar, St John's Town of Dalry, Stranraer
- Thornhill
- Wanlockhead, Whithorn, Wigtown